# 1151

## أحداث
7 سبتمبر جيفري الخامس كونت أنجو يتوفى ويخلفه ابنه هنري الثاني البالغ من العمر 18 عاما على العرش.

## مواليد
- أليس من فرنسا
- العاضد لدين الله أبو محمد عبد الله بن يوسف بن الحافظ لدين الله

## وفيات
- أحمد بن قسي الأندلسي، متصوف ومتمرد أندلسي.